# Pupoljka
Pupoljka (pupaljka, lat. Oenothera) je biljni rod jednogodišnjeg i dvogodišnjeg raslinja, trajnica i polugrmova iz porodice vrbolikovke. Ime roda dolazi od grčkih riječi oenos (vino) i thera (želja, tražiti, loviti) kako je Teofrast nazvao neku biljku, možda noćurak (Oenothera biennis), čiji se korijen umakao u vino i jeo.
Od preko 220 vrsta (sa hibridima; bez njih 157) u Hrvatskoj ih raste svega nekoliko, dvogodišnja pupoljka (Oenothera biennis), Oenothera erythrosepala i bodljikava pupoljka (Oenothera muricata). Porijeklo roda je iz Meksika i Srednje Amerike, odakle se proširio na Sjevernu i južnu Ameriku i dalje.

## Vrste
1. Oenothera acaulis Cav.
2. Oenothera acutissima W. L. Wagner
3. Oenothera affinis Cambess.
4. Oenothera albicaulis Fras.
5. Oenothera anomala Curtis
6. Oenothera arequipensis Munz & I. M. Johnst.
7. Oenothera argillicola Mack.
8. Oenothera arida W. L. Wagner & Hoch
9. Oenothera arizonica (Munz) W. L. Wagner
10. Oenothera avita (W. M. Klein) W. M. Klein
11. Oenothera bahia-blancae W. Dietr.
12. Oenothera biennis L.
13. Oenothera boquillensis (P. H. Raven & D. P. Greg.) W. L. Wagner & Hoch
14. Oenothera brachycarpa A. Gray
15. Oenothera brandegeei (Munz) P. H. Raven
16. Oenothera breedlovei W. Dietr. & W. L. Wagner
17. Oenothera brevipetala W. Dietr.
18. Oenothera calcicola (P. H. Raven & D. P. Greg.) W. L. Wagner & Hoch
19. Oenothera canescens Torr. & Frém.
20. Oenothera capillifolia Scheele
21. Oenothera catharinensis Cambess.
22. Oenothera cavernae Munz
23. Oenothera centaureifolia (Spach) Steud.
24. Oenothera cespitosa Nutt.
25. Oenothera cinerea (Wooton & Standl.) W. L. Wagner & Hoch
26. Oenothera clelandii W. Dietr., P. H. Raven & W. L. Wagner
27. Oenothera coloradensis (Rydb.) W. L. Wagner & Hoch
28. Oenothera coquimbensis Gay
29. Oenothera coronopifolia Torr. & A. Gray
30. Oenothera coryi W. L. Wagner
31. Oenothera curtiflora W. L. Wagner & Hoch
32. Oenothera curtissii (Rose) Small
33. Oenothera deltoides Torr. & Frém.
34. Oenothera demareei (P. H. Raven & D. P. Greg.) W. L. Wagner & Hoch
35. Oenothera deserticola (Loes.) Munz
36. Oenothera dissecta A. Gray ex S. Watson
37. Oenothera dodgeniana Krakos & W. L. Wagner
38. Oenothera drummondii Hook.
39. Oenothera elata Kunth
40. Oenothera elongata Rusby
41. Oenothera engelmannii (Wooton & Standl.) Munz
42. Oenothera epilobiifolia Kunth
43. Oenothera falfurriae W. Dietr. & W. L. Wagner
44. Oenothera featherstonei Munz & I. M. Johnst.
45. Oenothera filiformis (Small) W. L. Wagner & Hoch
46. Oenothera filipes (Spach) W. L. Wagner & Hoch
47. Oenothera flava (A. Nelson) Garrett
48. Oenothera fruticosa L.
49. Oenothera gaura W. L. Wagner & Hoch
50. Oenothera gayleana B. L. Turner & M. J. Moore
51. Oenothera glaucifolia W. L. Wagner & Hoch
52. Oenothera glazioviana Micheli
53. Oenothera grandiflora L'Her.
54. Oenothera grandis (Britton) Rydb.
55. Oenothera grisea W. Dietr.
56. Oenothera harringtonii W. L. Wagner, Stockh. & W. M. Klein
57. Oenothera hartwegii Benth.
58. Oenothera havardii S. Watson
59. Oenothera heterophylla Spach
60. Oenothera hexandra (Sessé & Moc. ex Ortega) W. L. Wagner & Hoch
61. Oenothera hispida (Benth.) W. L. Wagner, Hoch & Zarucchi
62. Oenothera howardii (A. Nelson) W. L. Wagner
63. Oenothera humifusa Nutt.
64. Oenothera indecora Cambess.
65. Oenothera jamesii Torr. & A. Gray
66. Oenothera kunthiana (Spach) Munz
67. Oenothera laciniata Hill
68. Oenothera lasiocarpa Griseb.
69. Oenothera latifolia (Rydb.) Munz
70. Oenothera lavandulifolia Torr. & A. Gray
71. Oenothera lindheimeri (Engelm. & A. Gray) W. L. Wagner & Hoch
72. Oenothera linifolia Nutt.
73. Oenothera longiflora L.
74. Oenothera longissima Rydb.
75. Oenothera longituba W. Dietr.
76. Oenothera luciae-julianiae W. L. Wagner
77. Oenothera macrocarpa Nutt.
78. Oenothera macrosceles A. Gray
79. Oenothera magellanica Phil.
80. Oenothera maysillesii Munz
81. Oenothera mckelveyae (Munz) W. L. Wagner & Hoch
82. Oenothera mendocinensis Gillies ex Hook. & Arn.
83. Oenothera mexicana Spach
84. Oenothera mollissima L.
85. Oenothera montevidensis W. Dietr.
86. Oenothera muelleri Munz
87. Oenothera multicaulis Ruiz & Pav.
88. Oenothera nana Griseb.
89. Oenothera nealleyi (J. M. Coult.) Krakos & W. L. Wagner
90. Oenothera neomexicana (Small) Munz
91. Oenothera nocturna Jacq.
92. Oenothera nutans G. F. Atk. & Bartlett
93. Oenothera nuttallii Torr. & A. Gray
94. Oenothera oakesiana (A. Gray) J. W. Robbins ex S. Watson
95. Oenothera odorata Jacq.
96. Oenothera organensis Munz ex Emers.
97. Oenothera orizabae W. L. Wagner
98. Oenothera pallida Lindl.
99. Oenothera parodiana Munz
100. Oenothera parviflora L.
101. Oenothera patriciae W. L. Wagner & Hoch
102. Oenothera pedunculifolia W. Dietr.
103. Oenothera pennellii Munz
104. Oenothera perennis L.
105. Oenothera peruana W. Dietr.
106. Oenothera picensis Phil.
107. Oenothera pilosella Raf.
108. Oenothera platanorum P. H. Raven & D. R. Parn.
109. Oenothera podocarpa (Wooton & Standl.) Krakos & W. L. Wagner
110. Oenothera primiveris A. Gray
111. Oenothera psammophila (A.Nelson & J.F.Macbr.) W.L.Wagner, Stockh. & W.M.Klein
112. Oenothera pseudoelongata W. Dietr.
113. Oenothera pubescens Willd. ex Spreng.
114. Oenothera punae Kuntze
115. Oenothera ravenii W. Dietr.
116. Oenothera recurva W. Dietr.
117. Oenothera resicum Benavides, Kuethe, Ortiz-Alcar Áz & León de la Luz
118. Oenothera rhombipetala Nutt. ex Torr. & A. Gray
119. Oenothera riskindii W. L. Wagner
120. Oenothera rivadaviae W. Dietr.
121. Oenothera rosea Aiton
122. Oenothera salicifolia Desf. ex Lehm.
123. Oenothera sandiana Hassk.
124. Oenothera santarii W. Dietr.
125. Oenothera scabra K. Krause
126. Oenothera seifrizii Munz
127. Oenothera serrulata Nutt.
128. Oenothera sessilis (Pennell) Munz
129. Oenothera siambonensis W. Dietr.
130. Oenothera simulans (Small) W. L. Wagner & Hoch
131. Oenothera sinuosa W. L. Wagner & Hoch
132. Oenothera spachiana Torr. & A. Gray
133. Oenothera speciosa Nutt.
134. Oenothera stricta Link
135. Oenothera stubbei W. Dietr., P. H. Raven & W. L. Wagner
136. Oenothera suaveolens Desf. ex Pers.
137. Oenothera suffrutescens (Ser.) W. L. Wagner & Hoch
138. Oenothera suffulta (Engelm.) W. L. Wagner & Hoch
139. Oenothera tafiensis W. Dietr.
140. Oenothera tamrae W. Dietr. & W. L. Wagner
141. Oenothera tarijensis W. Dietr.
142. Oenothera tetragona Roth
143. Oenothera tetraptera Cav.
144. Oenothera texensis P. H. Raven & D. R. Parn.
145. Oenothera toumeyi (Small) Tidestr.
146. Oenothera triangulata (Buckley) W. L. Wagner & Hoch
147. Oenothera triloba Nutt.
148. Oenothera tubicula A. Gray
149. Oenothera tubifera Moc. & Sessé ex Ser.
150. Oenothera tucumanensis W. Dietr.
151. Oenothera verrucosa I. M. Johnst.
152. Oenothera versicolor Lehm.
153. Oenothera villaricae W. Dietr.
154. Oenothera villosa Thunb.
155. Oenothera wigginsii W. M. Klein
156. Oenothera wolfii (Munz) P. H. Raven, W. Dietr. & W. Stubbe
157. Oenothera xylocarpa Coville
158. Oenothera ×acerviphila Rostanski
159. Oenothera ×acutifolia Rostanski
160. Oenothera ×adriatica Soldano
161. Oenothera ×albipercurva Renner ex Hudziok
162. Oenothera ×albivelutina Renner
163. Oenothera ×ammophila Focke
164. Oenothera ×braunii Döll
165. Oenothera ×brevispicata Hudziok
166. Oenothera ×britannica Rostanski
167. Oenothera ×bulgarica Delip.
168. Oenothera ×cambrica Rostanski
169. Oenothera ×carinthiaca Rostanski
170. Oenothera ×casimiri Rostanski
171. Oenothera ×chicaginensis de Vries ex Renner & R. E. Cleland
172. Oenothera ×clavifera Hudziok
173. Oenothera ×coloratissima Hudziok
174. Oenothera ×compacta Hudziok
175. Oenothera ×conferta Renner & Hirmer
176. Oenothera ×coronifera Renner
177. Oenothera ×drawertii Renner ex Rostanski
178. Oenothera ×editicaulis Hudziok
179. Oenothera ×ersteinensis H. P. Linder & R. Jean
180. Oenothera ×fallacoides Soldano & Rostanski
181. Oenothera ×fallax Renner
182. Oenothera ×flaemingina Hudziok
183. Oenothera ×heiniana Teyber
184. Oenothera ×hoelscheri Renner ex Rostanski
185. Oenothera ×inconspecta Hudziok
186. Oenothera ×indivisa Hudziok
187. Oenothera ×issleri Renner ex Rostanski
188. Oenothera ×italica Rostanski & Soldano
189. Oenothera ×jueterbogensis Hudziok
190. Oenothera ×latipetala (Soldano) Soldano
191. Oenothera ×ligerica Deschâtres & R. Jean
192. Oenothera ×lipsiensis Rostanski & Gutte
193. Oenothera ×macrosperma (Hudziok) Hudziok
194. Oenothera ×marinellae Soldano
195. Oenothera ×mediomarchica Hudziok
196. Oenothera ×mollis Renner ex Rostanski
197. Oenothera ×moravica V. Jehlík & Rostanski
198. Oenothera ×nissensis Rostanski
199. Oenothera ×nuda Renner ex Rostanski
200. Oenothera ×obscurifolia Hudziok
201. Oenothera ×octolineata Hudziok
202. Oenothera ×oehlkersii Kappus
203. Oenothera ×paradoxa Hudziok
204. Oenothera ×pedemontana Soldano
205. Oenothera ×pellegrinii Soldano
206. Oenothera ×ploompuui Rostanski
207. Oenothera ×polgari Rostanski
208. Oenothera ×pripjatiensis Tretjakov
209. Oenothera ×pseudocernua Hudziok
210. Oenothera ×pseudochicaginensis Rostanski
211. Oenothera ×punctulata Rostanski & Gutte
212. Oenothera ×purpurans Borbás
213. Oenothera ×pyramidiflora Hudziok
214. Oenothera ×renneri H. Scholz
215. Oenothera ×rigirubata Renner ex Gutte & Rostanski
216. Oenothera ×rubricaulis Kleb.
217. Oenothera ×rubricauloides Rostanski
218. Oenothera ×rubricuspis Renner ex Rostanski
219. Oenothera ×saxonica Gutte & Rostanski
220. Oenothera ×scandinavica Rostanski
221. Oenothera ×sesitensis Soldano
222. Oenothera ×silesiaca Renner
223. Oenothera ×slovaca V. Jehlík & Rostanski
224. Oenothera ×stucchii Soldano
225. Oenothera ×tacikii Rostanski
226. Oenothera ×turoviensis Rostanski
227. Oenothera ×wienii Renner ex Rostanski
228. Oenothera ×wratislaviensis Rostanski